# Ljudmila Bragina
Ljudmila Ivanovna Bragina (in russo Людмила Ивановна Брагина?; Sverdlovsk, 24 luglio 1943) è un'ex mezzofondista sovietica, vincitrice della medaglia d'oro nei 1500 metri piani ai Giochi olimpici di Monaco 1972.

## Palmarès
| Anno | Manifestazione    | Sede       | Evento         | Risultato | Prestazione | Note            |
| ---- | ----------------- | ---------- | -------------- | --------- | ----------- | --------------- |
| 1969 | Europei           | Atene      | 1 500 m piani  | 4ª        | 4'13"2      |                 |
| 1970 | Europei indoor    | Helsinki   | 800 m piani    | Argento   | 2'07"5      |                 |
| 1971 | Europei indoor    | Sofia      | 1 500 m piani  | Argento   | 4'17"8      |                 |
| 1971 | Europei           | Helsinki   | 1 500 m piani  | 6ª        | 4'13"9      |                 |
| 1972 | Europei indoor    | Grenoble   | 1 500 m piani  | Argento   | 4'18"35     |                 |
| 1972 | Giochi olimpici   | Monaco     | 1 500 m piani  | Oro       | 4'01"38     | Record mondiale |
| 1974 | Europei indoor    | Göteborg   | 1 500 m piani  | 6ª        | 4'20"80     |                 |
| 1974 | Europei           | Roma       | 3 000 m piani  | Argento   | 8'56"09     |                 |
| 1976 | Europei indoor    | Monaco     | 1 500 m piani  | 7ª        | 4'23"9      |                 |
| 1976 | Giochi olimpici   | Montréal   | 1 500 m piani  | 5ª        | 4'07"20     |                 |
| 1977 | Mondiali di cross | Düsseldorf | Corsa seniores | Argento   | 17'28"      |                 |

## Altre competizioni internazionali
1970
- Bronzo in Coppa Europa ( Stoccolma), 1500 m piani - 4'17"2

1973
- Bronzo in Coppa Europa ( Edimburgo), 1500 m piani - 4'10"11

1977
- Oro in Coppa Europa ( Nizza), 3000 m piani - 8'49"86